# Annamalai Nagar
Annamalai Nagar è una suddivisione dell'India, classificata come town panchayat, di 8.974 abitanti, situata nel distretto di Cuddalore, nello stato federato del Tamil Nadu. In base al numero di abitanti la città rientra nella classe V (da 5.000 a 9.999 persone).

## Geografia fisica
La città è situata a 11° 24' 27 N e 79° 43' 12 E.

## Società

### Evoluzione demografica
Al censimento del 2001 la popolazione di Annamalai Nagar assommava a 8.974 persone, delle quali 3.646 maschi e 5.328 femmine. I bambini di età inferiore o uguale ai sei anni assommavano a 747, dei quali 370 maschi e 377 femmine. Infine, coloro che erano in grado di saper almeno leggere e scrivere erano 7.321, dei quali 3.006 maschi e 4.315 femmine.